# حقة بني غالب (نهم)

تعديل مصدري - تعديل

حقة بني غالب هي إحدى قرى عزلة مرهبة بمديرية نهم التابعة لمحافظة صنعاء، بلغ تعداد سكانها 458 نسمة حسب تعداد اليمن لعام 2004.